# Thalassocrinus clausus
Thalassocrinus clausus is een zeelelie uit de familie Hyocrinidae.
De wetenschappelijke naam van de soort werd in 1998 gepubliceerd door Alexander Mironov & O.A. Sorokina.